# Ski or Die
Ski or Die je sportovní počítačová hra z roku 1990 od firmy Electronic Arts, vydaná pro platformy Amiga, NES, MS-DOS a Commodore 64.

## Princip hry
Hra se odehrává v zimním prostředí a skládá se z 5 samostatných miniher – half-pipe snowboardingu, sjezdu na duších, lyžařské akrobacie, sjezdu na lyžích a koulované. Každá z těchto „disciplín“ nabízí úplně jiný styl hry, což zajišťuje dostatečnou rozmanitost. Soupeřit může dohromady celkem 6 hráčů.

## Minihry

### Half-pipe snowboarding
Zde na hráče čeká snowboard a jakési šikmě klesající koryto ve tvaru U-rampy. Úkolem je předvést během dvou minut co nejvíce triků a fint.

### Sjezd na duších
V této velmi originální disciplíně soupeří dva hráči. Jejich úkolem je sjet kopec na jakýchsi nafouknutých pneumatikách rychleji než jejich soupeř. Body se dají získat nejen za výhru v závodě, ale také za trefování soupeře různými předměty, nalezenými během závodu, jako jsou vidličky, nože atp.

### Lyžařská akrobacie
Ve třech pokusech je zde cílem předvést co nejlepší akrobatický skok. Každý ze skoků je hodnocen podle provedení a dopadu pěti porotci, kteří dávají bodové ohodnocení od 0 do 10.

### Sjezd na lyžích
Zde je úkolem sjet na lyžích určenou trať. Body je možno získat jak za dobrý čas, tak za různé skoky a triky.

### Koulovaná
V této minihře je úkolem trefovat se sněhovými koulemi do pobíhajících postav.